# Comtat de Duras
El comtat de Duras fou una jurisdicció feudal del Sacre Imperi Romanogermànic desenvolupada al segle XI en el que havia estat el gran territori d'Haspengouw, fraccionat en jurisdiccions menors.
Del primer comte no se sap el nom, només que estava casat amb Herlendis, que la Gesta Abbatem Trudonensium diu que fou la comtessa mare de Godofreu, comte de Duras (Duratii) i que va fer una donació a l'abadia de Sint-Truiden el 1021 per l'ànima del seu fill primogènit Adalberó, monjo a l'església de Metz. Com que és improbable que el fill primogènit fos destinat al sacerdoci, se suposa que podria ser fill d'un anterior matrimoni. Herlendis va morir en una data desconeguda posterior al 2 de novembre de 1024 quan és esmentada per darrer cop. El fill que hauria succeït al comte sense nom fou Godofreu que és esmentat a la donació del 1021 i a la 1024; en aquesta segona el seu germà Giselbert és esmentat com a procurador del monestir de Sint-Truiden. Després Giselbert fou comte de Duras en succeir al seu germà i fou el pare d'Oda de Duras, casada amb Otó de Loon (fill de Giselbert de Loon + 1044/1046), que va governar el comtat per dret uxori.
Otó era germà del comte Emmon de Loon. La Vita Arnulfi els considera fills d'Otó de Loon i la seva esposa Luitgarda de Namur (filla d'Albert I, comte de Namur i d'Ermengarda de Baixa Lotaríngia) però per raons cronològiques això no és possible i per altres fonts es dedueix que eren nets. La Gesta Abbatem Trudonensium diu que el 1060 fou procurador de Sint-Truiden. Hauria estat comte de Duras vers 1046 a 1101. Com s'ha dit es va casar amb Oda de Duras, la filla de Giselbert de Duras, de la que va derivar el seu dret, i va tenir dos fills, Giselbert II que el va succeir, i Bovó.
Giselbert II apareix esmentat en una donació imperial a l'esglesía de Sant Jaume a Lieja per carta de 23 d'abril de 1088, feta a petició dels comtes Enric de Durbuy i Giselbert fill del comte Otó de Loos; La Gesta Abbatem Trudonensium l'esmenta ja com a comte ("Durachiensis comes Gyslebertus") després del 1101. El 1136 els monjos de Flône van obtenir de Lambert, comte de Clermont, el dret de recollir la fusta dels boscos del seu comtat, sent testimonis els comte Giselbert de Duras, Arnulf (segurament seria Arnold II de Loos) i Walter procurador de Barz. Es va casar amb Gertrudis o Gertrud (+1114) i en segones noces amb Oda de Chiny, filla d'Otó II de Chiny. Va morir vers 1138 i va deixar set fills entre els quals el successor Otó II.
D'aquestos set fills, Conó fou senyor d'Otreppes i de Diepenbeek i canonge a Sant Lambert de Lieja (1135-1155), Gerard (+1174) abat de Saint-Trond el 1145 (va renunciar el 1155), Teodoric, prebost a Huy (1130-1153), canonge de Sant Lambert de Lieja (1141-1158) i arxidiaca (1167-1183), i Brunó, canonge a Sant Lambert de Lieja 1149-1177; els altres foren Gislebert, una filla de nom desconegut i el comte Otó II. Aquest darrer apareix en una donació el 1147; es va casar amb Berta de Ribermont filla de Godofreu II de Ribemont, castellà de Valenciennes i senyor de Bouchain (Berta es va casar després amb Guiu de Saint-Aubert). Otó va tenir una filla anomenada Juliana casada amb Godofreu comte de Montaigu i de Clermont (fill de Lambert comte de Montaigu i de Clermont) i en segones noces amb Enguerrand d'Orbais. Llavors va passar a la casa de Montaigu però el darrer comte, Conó, que no tenia successió, el va cedir per un acord a Gerard II comte de Loon
Per la seva situació tenia un paper destacat en les guerres entre el comte de Loon i el duc de Brabant. Hug de Pierrepont, príncep bisbe de Lieja va esdevenir el senyor feudal del comtat de Duras el 1203 de manera que en cas d'extinció de la casa de Loon les seves possessions passaven al bisbat cosa que va passar el 1336. Poc abans, el 1328 el comtat va passar mediatitzat a mans del casal de Neuchâtel i el 1427 a mans de la família d'Oyenbrugge (senyors de Coolhem); i finalment el 1705 a la família Van der Noot. Modernament (segle XX) el castell va pertànyer a les famílies d'Oultremont i de Liedekerke.

## Llista de comtes
- Nom desconegut, casat amb Herlendis vers 1000-1020
- Godofreu I 1020-?
- Giselbert I vers 1045
- Oda de Duras vers 1045
- Otó I (Otó de Loon) 1046-1101
- Giselbert II 1101-1138
- Otó II 1138-1147
- Juliana 1147-1164
- Godofreu II (comte de Condroz/clermont i de Montaigu) 1147-1161 (marit)
- Enguerrand d'Orbais 1161-1164 (segon marit de Juliana)
- Gil 1164-1175, comte de Clermont/Condroz i de Montaigu
- Pere 1175-1185, comte de Montaigu
- Conó (III) 1185-1189, comte de Montaigu i de Clermont/Condroz
- Gerard comte de Loon vers 1189.
- A Loon 1189-1336
- Sobirania feudal de Lieja 1203-1336
- A Lieja 1336